# Raimund Barthelmes
Raimund Barthelmes (* 29. Dezember 1947 in Jettingen-Scheppach; † 12. Juli 2019) war ein deutscher Filmeditor.

## Leben
Raimund Barthelmes studierte Theaterwissenschaft und wurde 1971 Editor beim Bayerischen Rundfunk. Ab 1979 war er als freier Schnittmeister tätig. Zu seinen Arbeiten gehören zahlreiche Spiel- und Dokumentarfilme. Er arbeitete öfter mit der Regisseurin Doris Dörrie zusammen. Seit den 1980er Jahren war Barthelmes Lehrbeauftragter für Filmschnitt an der Filmakademie Baden-Württemberg und der Hochschule für Fernsehen und Film München.
Das Kölner Filmfestival Filmplus ehrte ihn 2012 mit dem Schnitt-Preis für sein Lebenswerk. Er starb im Juli 2019 im Alter von 71 Jahren.

## Filmografie
- 1978: Der erste Walzer
- 1983: Kassensturz
- 1985: Im Innern des Wals (Verweistitel: Reise in den Tod)
- 1985: Männer
- 1986: Paradies
- 1988: Ich und Er
- 1989: Geld
- 1990: Der achte Tag
- 1991: Happy Birthday, Türke!
- 1992: Nie wieder schlafen
- 1992: Männer auf Rädern (TV)
- 1993: Das Double (TV)
- 1993: Ein unmöglicher Lehrer (TV)
- 1995: Japaner sind die besseren Liebhaber
- 1995: Tödliche Hochzeit (TV)
- 1997: Vergewaltigt – Die Wahrheit und andere Lügen (TV)
- 1998: Doppelpack – Das Duell (TV)
- 1998: Tisch No. 6 (Dokumentarfilm)
- 1999: Die Blume der Hausfrau (Dokumentarfilm)
- 2000: Nachttanke (Dokumentarfilm)
- 2001: Ein Sommertraum (TV)
- 2002: Voll korrekte Jungs
- 2003: Der Ärgermacher
- 2004: Leben 16 (Dokumentarfilm)
- 2005: Was für ein schöner Tag (TV)
- 2007: Ein Teufel für Familie Engel (TV)
- 2009: Geradeaus gelaufen ist keiner (Dokumentarfilm)